# Yuan Zai

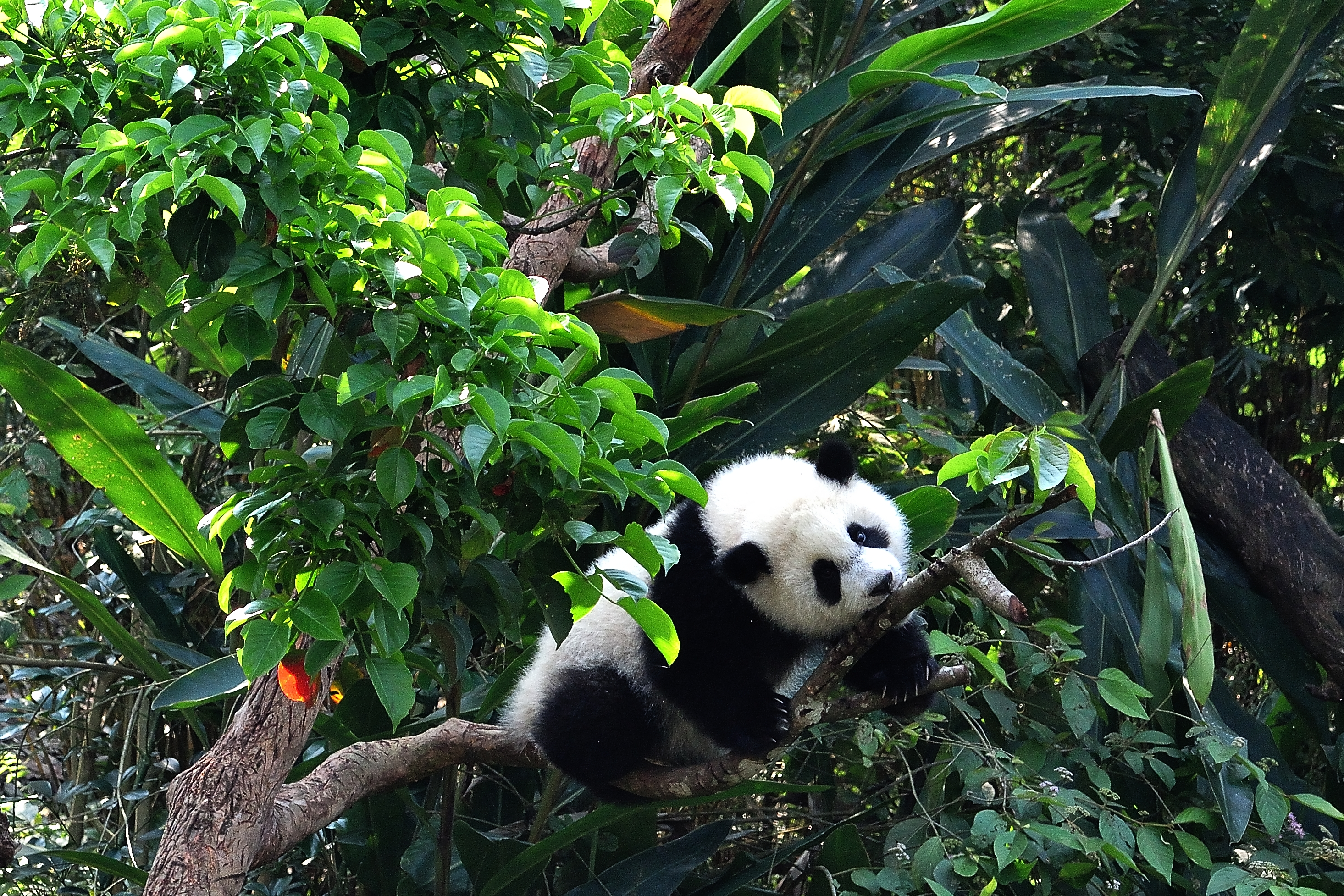
Yuan Zai en avril 2014 sur une branche.

Yuan Zai est un panda géant femelle née au zoo de Taipei le 6 juillet 2013. Elle est le premier panda né à Taiwan, progéniture de Tuan Tuan et Yuan Yuan par insémination artificielle,. Ses parents ayant envoyés à Taiwan depuis la république populaire de Chine en échange de deux cerfs Sika de Formose et de deux Saro de Formose, Yuan Zai n'a pas besoin d'être rendu,.
Le bébé femelle a d'abord été surnommé « Yuan Zai » par les gardiens de zoo peu après sa naissance. Le 26 octobre, lors de la cérémonie du 99e anniversaire du zoo, le bébé panda fut officiellement nommé Yuan Zai après une activité de dénomination qui a vu 60% des votes aller au surnom du petit. Le nom « Yuan Zai » peut être interprété différemment comme « la petite chose ronde », « boule de riz » ou « l'enfant de Yuan ». Le même jour, elle reçut également une carte de citoyen d'honneur.

## Attention médiatique et publique
Yuan Zai fut séparée de sa mère Yuan Yuan pendant son premier mois en raison d'une blessure par inadvertance qui lui fut infligée par sa mère pour la première fois. Les deux ont été réunis le 13 août 2013.
Le 6 janvier 2014, Yuan Zai fit ses débuts publics dans la maison du panda géant située dans le zoo.
En mars 2014, Yuan Zai fut présenté dans une vidéo populaire montrant Yuan Yuan attrapant son petit pour le mettre dans sa tanière.
Elle a une sœur, Yuan Bao, également née à Taïwan le 28 juin 2020, qui fit ses débuts au grand public en janvier 2021.